# Belonophora
Belonophora é um género botânico pertencente à família Rubiaceae.